# Estádio Hermann Aichinger
O Estádio Genésio Ayres Marchetti, popularmente conhecido como Estádio da Baixada, de propriedade do Clube Atlético Hermann Aichinger, é um estádio de futebol localizado na cidade de Ibirama, no estado de Santa Catarina. Anteriormente conhecido como Estádio Hermann Aichinger, foi renomeado em 2022 em homenagem ao ex-presidente e grande incentivador do desenvolvimento do clube, Genésio Ayres Marchetti.